# Noeleen Heyzer

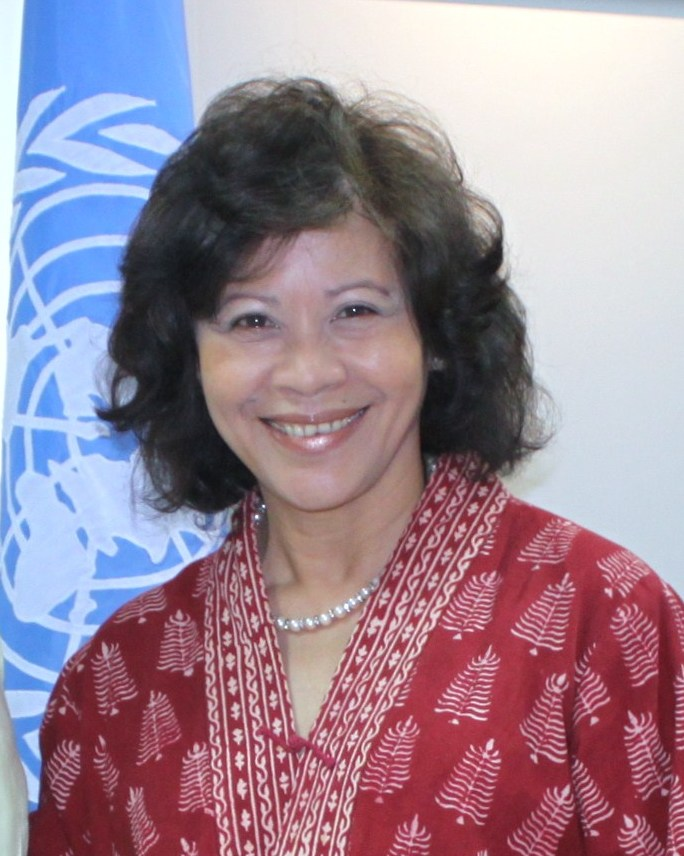
Noeleen Heyzer (2012)

Noeleen Heyzer (geb. am 26. April 1948 in Singapur) ist eine singapurische Sozialwissenschaftlerin, Autorin und Diplomatin. Sie war in den verschiedensten Funktionen für die Vereinten Nationen tätig. Von Oktober 2021 bis Juni 2023 war sie UN-Sondergesandte für Myanmar.

## Herkunft und Ausbildung
Noeleen Heyzer wurde 1948 als Tochter eines eurasischen Vaters und einer chinesischen Mutter in Singapur geboren. Sie absolvierte einen Bachelor- und einen Masterstudiengang an der University of Singapore. Anschließend promovierte sie in Sozialwissenschaften am Lucy Cavendish College der Cambridge University.

## Karriere

### United Nations Development Fund for Women (UNIFEM) 1994–2007
Im Oktober 1994 wurde Heyzer von UN-Generalsekretär Kofi Annan als Nachfolgerin der Kanadierin Sharon Capeling-Alakija zur Exekutivdirektorin des Entwicklungsfonds der Vereinten Nationen für Frauen (UNIFEM) ernannt.
Vor ihrer Ernennung für die Wirtschafts- und Sozialkommission für Asien und den Pazifik (ESCAP) war Heyzer die erste Frau aus dem Süden, die den UNIFEM leitete. Sie war die Exekutivdirektorin mit der längsten Dienstzeit von fast 13 Jahren an der Spitze, und transformierte die Organisation von einer kleinen Einheit zu einem Kraftzentrum für Frauenförderung und Geschlechtergleichstellung.
Unter ihrer Führung unterstützte UNIFEM über 100 Länder bei der Formulierung und Implementierung von Gesetzen und Regeln zur Frauenförderung. Dies führte zu weniger Diskriminierung von Frauen, Verbesserung im Erbrecht für Frauen, besseren Bedingungen für Arbeitsmigranten, voller Beteiligung von Frauen an Friedensprozessen und Wahlprozessen wie in Liberia, Ruanda, Burundi, der Demokratischen Republik Kongo, dem Südsudan, and Timor-Leste (ehemals Osttimor) und – bis zur Rückkehr der Taliban wirksam – der rechtlichen Gleichstellung von Frauen in der afghanischen Verfassung.
Heyzer spielte durch intensive diplomatische Aktivitäten in den Konfliktherden der Welt eine wesentliche Rolle für die Vorbereitung und Umsetzung der Resolution 1325 des UN-Sicherheitsrates aus dem Jahr 2000, die Frieden und Sicherheit für Frauen zur zentralen Aufgabe der Menschheit erklärt. Sie war verantwortlich für die Schaffung des UN-Fonds zur Beendigung von Gewalt gegen Frauen und für die Gewinnung der Schauspielerin Nicole Kidman als UNIFEM-Goodwill-Botschafterin für Kampagnen gegen Gewalt. Sie und ihr Team bereiteten die 2010 vollzogene Gründung von UN Women als Nachfolgeorganisation von UNIFEM vor, die frauenbezogene Aufgaben bei den Vereinten Nationen in einer entscheidungsmächtigen Institution bündeln sollte.
2007 übergab sie die Leitung der UNIFEM an die Spanierin Inés Alberdi.

### UN-Wirtschafts- und Sozialkommission für Asien und den pazifischen Raum 2007–2014

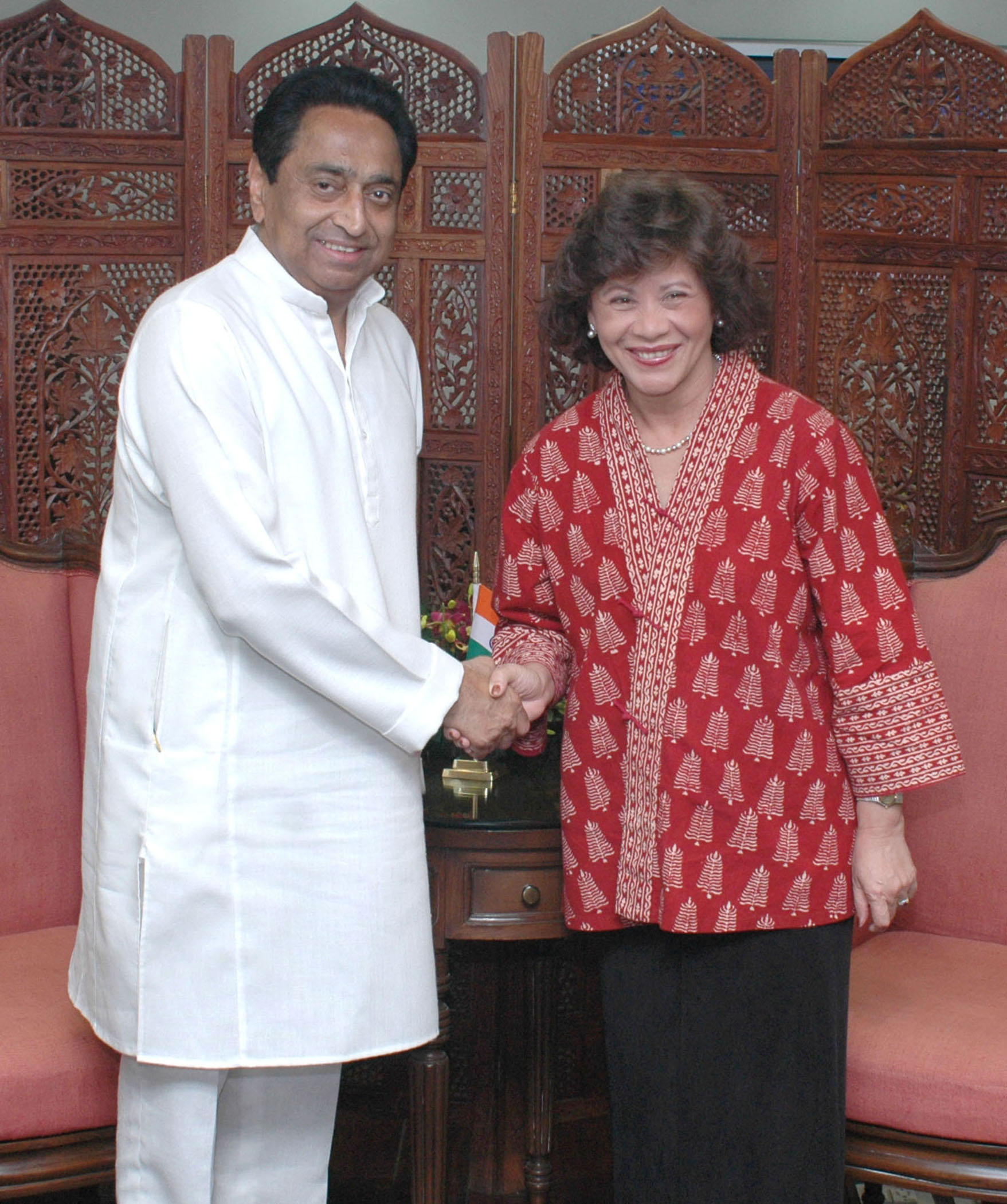
Heyzer bei einem Treffer mit dem indischen Politiker Kamal Nath in New Delhi (2008)

Im Januar 2007 wurde Noeleen Heyzer von UN-Generalsekretär Ban Ki-moon zur UN-Untergeneralsekretärin und Exekutivdirektorin der Wirtschafts- und Sozialkommission für Asien und den Pazifik (UNESCAP) ernannt. Sie übernahm das Amt als erste Frau seit Gründung der Organisation 1947 von ihrem Vorgänger Kim Hak-Su. Ihre Aufgabe war, gemeinsam mit Schlüsselpolitikern und Entscheidern in den 54 Mitgliedsstaaten im asiatisch-pazifischen Raum eine politische Agenda für nachhaltigen und gerecht verteilten Wohlstand zu entwickeln. Den Krisen im Nahrungsmittel-, Energie- und Finanzbereich begegnete sie durch Programme für nachhaltige Entwicklungsziele und die Reduktion von Armut und Chancenungerechtigkeiten.
Unter ihrer Leitung der ESCAP kam es zu bahnbrechenden Zwischenregierungsvereinbarungen für Intermodalen Verkehr und Logistiksysteme, besonders für Entwicklungsländer ohne Meeresküsten (Binnenländer), und Initiativen für Regionalverbindungen wie dem ASEAN’s Connectivity Master Plan, dem Konzept eines asiatisch-pazifischen Stromnetz Energy Highway, einem Superhighway für Informations- und Kommunikationstechnik (ICT), und der Beschäftigung mit den Auswirkungen der Neuen Seidenstraße auf die ökonomische Entwicklung in Zentralasien. Andere Schwerpunkte waren regionale Aktionspläne für inklusive sozioökonomische Politik und sozialen Schutz. die Stärkung von Bevölkerungsstatistik und Personenstandregister, die Bereitstellung von Finanzmitteln und Technologie für eine inklusive und grüne Zukunft und die Bildung von Produktionskapazitäten in den am wenigsten entwickelten Länder sowie sichere Beschäftigung in verletzlichen Gemeinschaften und die Förderung von Frauen und Jugendlichen. Sie war auch verantwortlich für die Etablierung von Strategien für Resilienzentwicklung gegen Katastrophen und die Verwaltung von Wasser, Energie und natürlichen Ressourcen besonders für kleine Inselstaaten, kaum entwickelte und binnengelegene Länder.

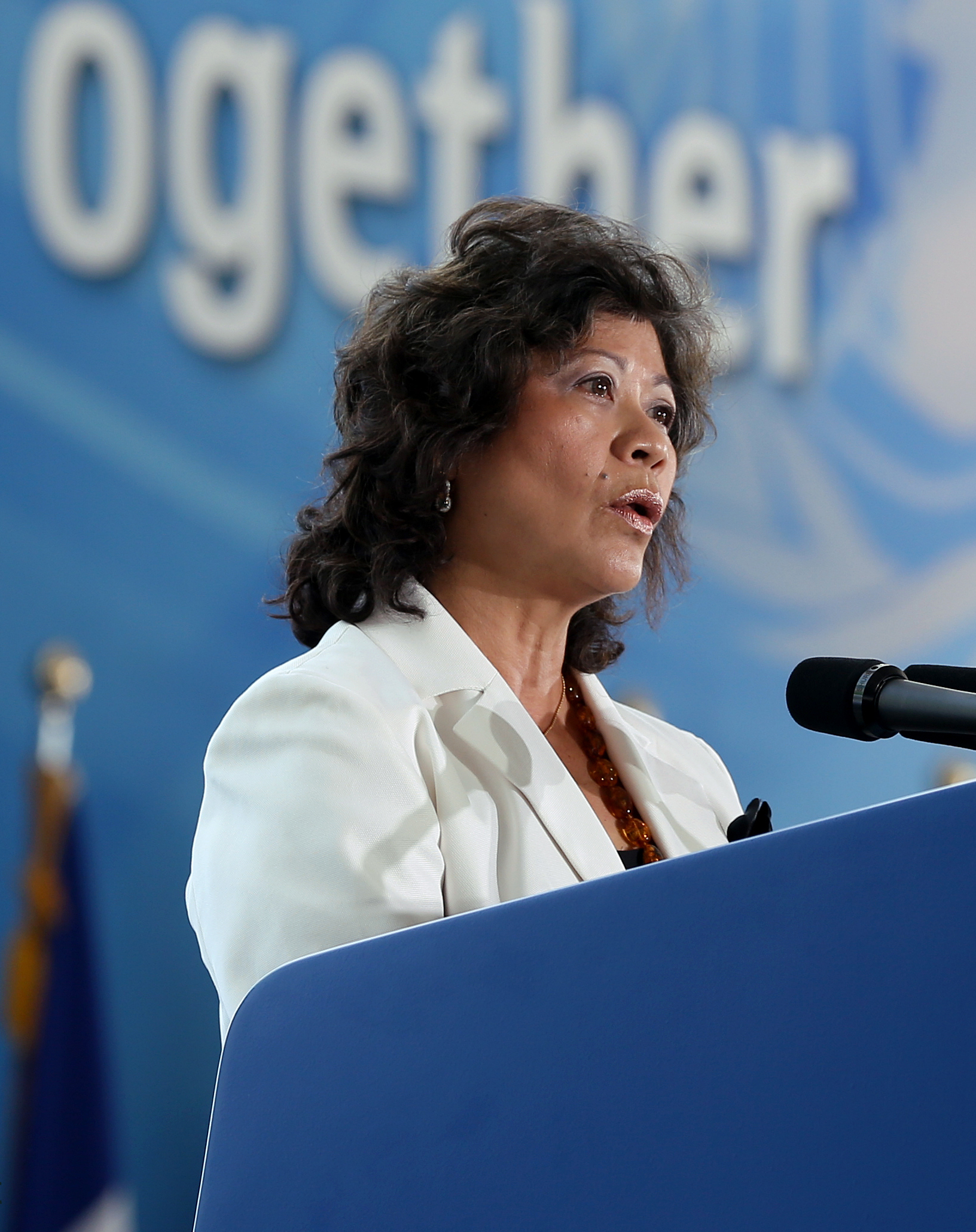
Noeleen Heyzer (2013)

Im Januar 2014 trat die Pakistanerin Shamshad Akhtar ihre Nachfolge an.

### Timor-Leste 2013–2015
Zeitlich überlappend war Noeleen Heyzer von 2013 bis 2015 UN-Sonderberaterin für Timor-Leste (Ost-Timor) mit der Aufgabe, den Friedensprozess, die Bildung staatlicher Strukturen und eine nachhaltige Entwicklung zu unterstützen.
Im Jahr 2009 führte Heyzer einen intensiven Dialog mit den führenden Politikern Myanmars über Entwicklung und Armutsbekämpfung, der dazu führte, dass die Regierung von Myanmar die Bildung einer Entwicklungspartnerschaft beantragte, die es Fachleuten und angesehenen internationalen Wissenschaftlern wie dem Wirtschaftsnobelpreisträger Joseph Stiglitz ermöglichte, Erfahrungen und Ideen mit Regierungsstellen und der Zivilgesellschaft auszutauschen. Dies wurde von vielen als Katalysator für die Öffnung des Landes nach seiner früheren Isolation angesehen. Im Jahr 2008 arbeitete sie außerdem eng mit der ASEAN, der Regierung von Myanmar und den Vereinten Nationen zusammen, um den vom Zyklon betroffenen Menschen im Ayeyarwady-Delta zu helfen.

### UN-Sondergesandte für Myanmar von 2021 bis 2023
Im Oktober 2021 wurde Neoleem Heyzer von UN-Generalsekretär António Guterres zur Sondergesandten für Myanmar ernannt, sie folgte damit der Schweizerin Christine Schraner Burgener.
Heyzer wurde im Januar 2022 in einem Interview mit Channel NewsAsia (CNA) gefragt, welche Möglichkeiten sie für ein Abkommen zur Gewaltenteilung zwischen der vom Tatmadaw nach dem Putsch 2021 eingesetzten Militärjunta und der demokratisch gewählten Regierung sehe. Sie erklärte, dass zunächst der Status quo anerkannt werden müsse, und dies der Ausgangspunkt für mögliche Prozesse zu einer möglichen Demokratisierung sei.
Als Reaktion wurde Anfang Februar eine Erklärung von 247 nationalen und internationalen myanmarischen Organisationen (darunter z. B. Progressive Voice, Women's League of Burma und die Union of Karenni State Youth) veröffentlicht, die es als inakzeptabel bezeichnete, dass in einer politischen, menschenrechtlichen und humanitären Krise, die durch eine terroristische Militärjunta ausgelöst wurde, das Militär an der Regierung beteiligt bliebe.
In einer Erklärung am Folgetag sagte das Büro Heysers, dass ihre Worte falsch interpretiert worden seien. Sie habe niemals eine Machtteilung als Option vorgeschlagen und sich stets für einen von Myanmar geleiteten Prozess eingesetzt, der den Willen des Volkes widerspiegele, wie dies in den allgemeinen Wahlen 2020 in Myanmar zum Ausdruck gekommen sei.
In den folgenden Monaten führte Heyzer ausführliche Gespräche mit Vertretern zivilgesellschaftlicher Organisationen aus Myanmar und lokalen humanitären Netzwerken, die klarstellten, dass aus ihrer Sicht die Junta einen Krieg gegen die Nation führe und Gewalt und Gräueltaten gegen das Volk verübe.
Das Büro des UN-Generalsekretärs bekräftigte im April 2022 die Absicht Heysers, Myanmar zu besuchen, wies aber darauf hin, dass noch keine Termine festgelegt worden seien, obwohl bereits im Januar 2022 ein Antrag gestellt worden sei. Da die Vereinten Nationen darauf bestanden, dass ein Zusammentreffen mit verschiedenen Parteien und nicht nur Vertretern des Staatsverwaltungsrats (SAC) möglich sein müsste, wurde das Gesuch im Juni 2022 endgültig abgelehnt.
Im Mai 2022 gab Heyzer eine Erklärung zu ihren Prioritäten an, dass die dringend benötigte humanitäre Hilfe nicht für politische Zwecke instrumentalisiert werden und militärische Infrastrukturen nicht durch die Bereitstellung von Hilfe legitimiert werden dürften.
Am 5. Mai 2022 nahm Heyzer an einem virtuellen Treffen mit dem Minister für humanitäre Angelegenheiten und Katastrophenmanagement der Regierung der Nationalen Einheit (NUG) Win Myat Aye teil und war damit die erste internationale Gesandte, die sich öffentlich mit der NUG auseinandersetzte. Nach Angaben des Sonderbeirats für Myanmar (SAC-M) und der ASEAN-Parlamentarier für Menschenrechte wurde Heyzer nach diesem Gespräch durch Intervention der myanmarischen Junta von der Konsultationssitzung über die humanitäre Hilfe der ASEAN für Myanmar (6. Mai) ausgeladen. Der malaysische Außenminister Saifuddin Abdullah twitterte dazu: „Wir sollten nicht zulassen, dass die Junta diktiert, wer zu entsprechenden Treffen eingeladen wird.“
Im Juni 2022 informierte Heyzer die Generalversammlung der Vereinten Nationen über die Lage in Myanmar. Sie stellte fest, dass die Gewalt des Militärs, auch gegen friedliche Demonstranten, seit dem Staatsstreich im Jahr 2021 nur noch zugenommen habe.
Zu Wahlen in Myanmar, wie sie von der Junta für 2023 vorgeschlagen wurden, sagte Heyzer, dass es keine Akzeptanz der Bevölkerung gebe, dass das Regime zu einer zivilen Regierung zurückkehrte, wenn die Wahlen nicht inklusiv und repressionsfrei wären. Sie trat im Juni 2023 zurück, im April 2024 folgte ihr die ehemalige australische Außenministerin Julie Bishop nach.

## Andere Aufgaben
Heyzer war Mitglied zahlreicher Beratergremien internationaler Organisationen darunter dem UNDP Human Development Report, der UNDP Eminent Persons Group on Trade and Sustainable Development, dem G77's High-level Panel of Eminent Personalities of the South, der the Asian Development Bank’s Eminent Persons Group. Sie war Distinguished Fellow of the Fung Global Institute, und Mitglied des Kuratoriums der National University of Singapore. Sie war ein Gründungsmitglied einer Reihe von internationalen Frauennetzwerken und war Leiterin der Consortium Advisory Group on Women's Empowerment in Muslim Contexts: Gender, Poverty and Democratisation from the Inside Out. Sie war Mitglied der hochrangigen Commonwealth Commission on Respect and Understanding, das vom Nobelpreisträger Amartya Sen geleitet wurde. Sie war 2010 Jury-Mitglied des von US-Außenministerin Hillary Clinton gestifteten Innovation Award for Women's and Girl's Empowerment. Heyzer war auch Beraterin für Institutionen im Privatsektor wie Macy’s, CISCO und den Calvert Investment Fund, um hochqualifizierte Arbeitsplätze und Marktzugänge für Frauen und Jugendliche in Konfliktregionen wie den arabischen Staaten zu schaffen und um neue Standards für ethisches Investment zu erarbeiten.
Sie ist Lee Kong Chian Distinguished Fellow an der School of Social Sciences der Singapore Management University.

## Veröffentlichungen
- 2022 Singapore and Multilateral Governance: Securing Our Future, IPS-Nathan Lecture Series ISBN 978-981-12-6326-2
- 2021 Beyond Storms and Stars – A Memoir, Penguin Group ISBN 978-981-495-424-2
- 2004 Women, War and Peace: Mobilizing für Peace and Security in the 21st Century, University of San Diego ISBN 978-1-84977-161-0
- 2001 Globalisation, Gender Equality and State Modernisation, UNDP ISBN 983-9747-64-9
- 1995 mit Aileen Kwa und anderen: Gender, Poverty and Sustainable Development: Towards a Holistic Framework of Unterstanding and Action,Engender Centre for Environment, Gender, and Development Pte Ltd ISBN 978-981-00-6993-3
- 1987 Women Workers in South-East Asia: Problems and Strategies, Asian Employment Programme working papers ISBN 92-2-106007-1

## Ehrungen
- 2014 Aufnahme in die Hall of Fame von Singapur[57]
- 2014 Aletta Jacobs Prize der Universität Groningen[57]
- 2013 Anerkennungsplakette zum World Food Day der FAO[57]
- 2011 Eminent Alumni Award der University of Singapore als erste Frau[57]
- 2008 Women of the Year Award der Singapore Press Holdings[57]
- 2005 Global Women's Leadership Award beim Global Summit on Women in Mexiko[57].
- 2005 Nominierung für den Friedensnobelpreis[58]
- 2004 Dag Hammarskjöld Medal[59][60]
- 2000 Global Tolerance Award von Friends of the United Nations[57]

## Privatleben
Noeleen Heyzer war mit dem 2010 verstorbenen malaysischen Menschenrechtsaktivisten und Politiker Fan Yew Teng verheiratet. Sie hat zwei Kinder.